# 앨런 캠벨
앨런 캠벨(Alan Campbell, 1904년 2월 21일 ~ 1963년 6월 14일 ~ )은 미국의 배우이다.

## 영화
- 스타 탄생 (1954년)
- 언제나 영원히 (1943년)
- 운명의 향연 (1942년)
- 작은 여우들 (1941년)
- 스윗하츠 (1938년)
- 스타 이즈 본 디 오리지널 (1937년)